# Cryptoblepharus eximius
Cryptoblepharus eximius (фіджійський змієокий сцинк) — вид сцинкоподібних ящірок родини сцинкових (Scincidae). Ендемік Фіджі.

## Поширення і екологія
Фіджійські змієокі сцинки мешкають на більшості островів Фіджійського архіпелагу. Вони живуть переважно серед прибережних скель, а також трапляються у відкритих місцевостях поділі від узбережжя.